# Wasserleben
Wasserleben est un village et une ancienne municipalité de l'arrondissement de Harz en Allemagne situé en Saxe-Anhalt. Il appartient depuis 2010 à la municipalité de Nordharz. Sa poopulation était de 1 467 habitants au recensement du 31 décembre 2010.

## Géographie
Wasserleben se trouve à 150 m d'altitude à 10 km au nord de Wernigerode. Il est traversé par l'Ilse et le Schneibeckebach.

## Histoire
Le village a été mentionné pour la première fois en 964 sous le nom de Lieren ou Lere, ce qui s'est transformé au cours des siècles en Wasserlieren ou Wasserlere et enfin au XVIIIe siècle en Wasserleben. Le village est fortifié en 1018 avec une église. Un château fort est construit au Moyen Âge au sud-ouest du village, et au XIVe siècle une abbaye de religieuses cisterciennes.